# Josuha Guilavogui

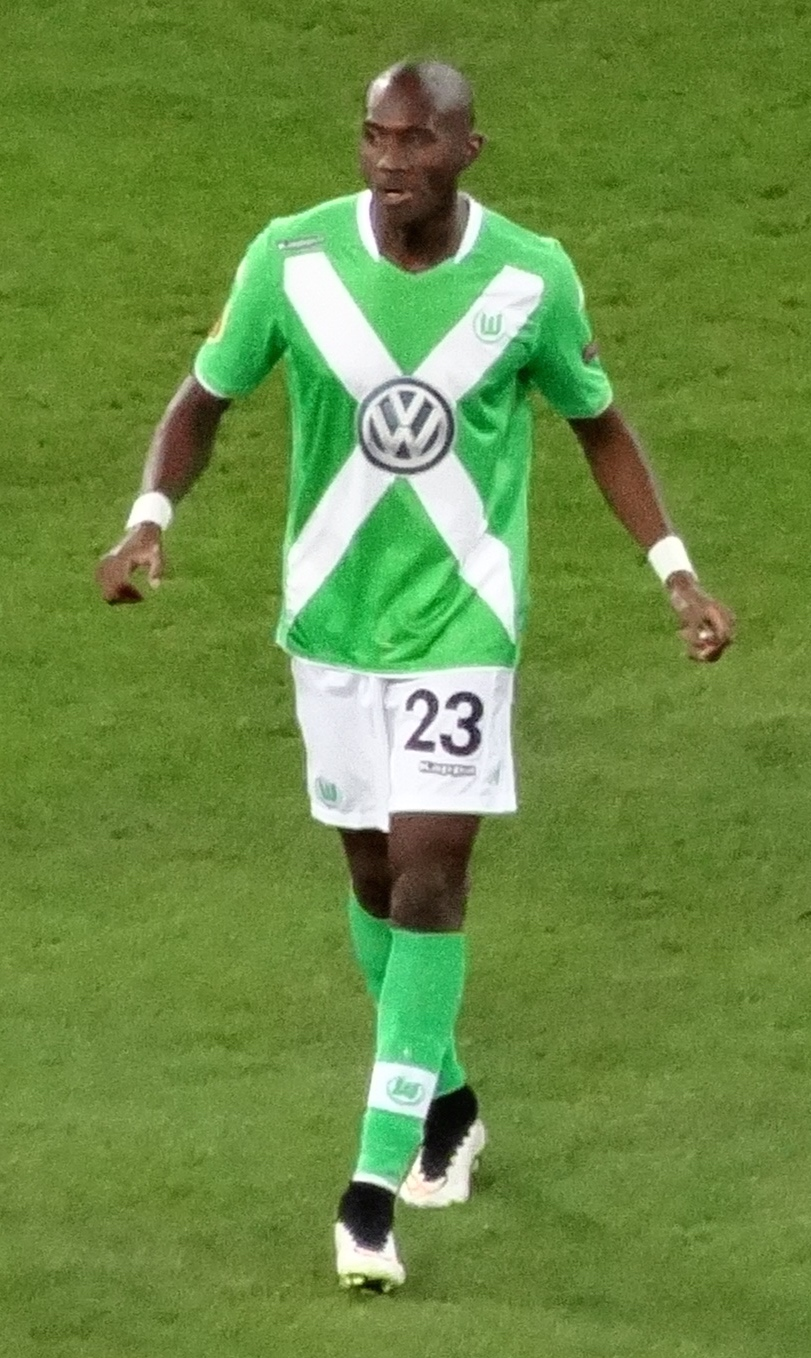
Guilavogui im Wolfsburger Trikot (2014)

Josuha Guilavogui (* 19. September 1990 in Ollioules) ist ein französischer Fußballspieler. Der ehemalige Nationalspieler steht aktuell bei Leeds United unter Vertrag. Er spielte bevorzugt im zentralen Mittelfeld.

## Persönliches
Guilavogui, der guineische Wurzeln hat, wurde 1990 in Ollioules nahe Toulon geboren, wo er aufwuchs und als Kind dieselbe Schule wie Bafétimbi Gomis besuchte. Sein jüngerer Bruder Morgan (* 1998) ist guineischer Nationalspieler.

### Vereine

#### Jugend
Mit fünf Jahren spielte er erstmals Fußball und trat im Jahr 1997 einem Verein bei. Von 2000 bis 2005 spielte er bei Sporting Toulon, bis er schließlich im Alter von 14 Jahren in die Jugendabteilung der AS Saint-Étienne wechselte. Aus der Jugendabteilung des Vereins waren bereits Spieler wie Grégory Coupet, Willy Sagnol oder Bafétimbi Gomis hervorgegangen.

#### Profi bei AS St. Étienne
Dort wurde er 2008 als 18-Jähriger erstmals an die Profimannschaft herangeführt. Im Dezember 2008 stand er zunächst im UEFA-Pokal im erweiterten Kader, einige Tage darauf auch in der Liga. Am 3. Januar 2009 kam er unter Trainer Alain Perrin zu seinem Pflichtspieldebüt für die erste Mannschaft, als er beim 1:0-Sieg im Zweiunddreißigstelfinalspiel um den Coupe de France bei Girondins Bordeaux in der 89. Minute für Bafétimbi Gomis eingewechselt wurde. Unter Perrin kam er weder im weiteren Verlauf des französischen Pokalwettbewerbs noch in der Ligue 1 zum Einsatz und auch nicht im UEFA-Pokal. Auch in der Hinrunde der Folgesaison kam Guilavogui zu keinem Einsatz, bis Perrin am 15. Dezember 2009 entlassen wurde. Ihm folgte Christophe Galtier. Im Sechzehntelfinalspiel im französischen Pokalwettbewerb beim Viertligisten FC Villefranche kam Guilavogui nun zu seinem ersten Einsatz in einem Pflichtspiel in der Spielzeit 2009/10. Am 10. April 2010 absolvierte er seinen Einstand im Erstligabetrieb und damit im Profifußball, als er beim 2:0-Sieg am 32. Spieltag beim FC Sochaux-Montbéliard in der 52. Minute für Mouhamadou Dabo eingewechselt wurde. Am 15. Mai 2010 gab er seine erste Torvorlage beim 1:1 bei OGC Nizza am 38. und letzten Spieltag zum Ausgleich durch Emmanuel Rivière.
In der folgenden Spielzeit erkämpfte er sich einen Stammplatz und bildete mit Blaise Matuidi ein Duo. In der Saison 2011/12 absolvierte er 32 Ligapartien und erzielte zwei Tore. In der darauffolgenden Spielzeit wurde Saint-Étienne Fünfter und qualifizierte sich durch den Ligapokalsieg für den europäischen Wettbewerb. Guilavogui, der 2012/13 kein einziges Ligaspiel verpasste, stieg in einer Mannschaft mit Spielern wie Pierre-Emerick Aubameyang zum Leistungsträger auf und trug mit drei Vorlagen und zwei Treffern zum Erfolg des Klubs aus der Arbeiterstadt bei. Des Weiteren wurde er am Ende der Spielzeit in das „Team des Jahres“ der Ligue 1 gewählt.
In der folgenden Spielzeit kam er in der Ligue 1 noch zu zwei Einsätzen. In der Qualifikation zur Europa League konnte sich die Mannschaft gegen FC Milsami durchsetzen, schied dann jedoch gegen Esbjerg fB aus.

#### Atlético Madrid
Im Sommer 2013 wurde er kurz vor Ende der Transferphase in die Primera División zu Atlético Madrid transferiert. Dort unterschrieb er einen Fünfjahresvertrag. Bei Atlético kam er am 6. Oktober 2013 zu seinem Einstand am achten Spieltag gegen Celta Vigo, als er in der 89. Minute für Gabi eingewechselt wurde. Sein Debüt im Europapokal gab er am 6. November 2013 beim 4:0-Sieg im Champions-League-Gruppenspiel gegen den FK Austria Wien in der Startelf. Guilavogui gab später zu, dass er ein Angebot hatte, „das zu gut war“ und er „nicht ablehnen konnte“. Laut eigener Aussage habe Trainer Diego Simeone auf Guilavoguis Position „eigentlich keine Spieler mehr gebraucht“ und der „Transfer nach Madrid war sehr schnell über die Bühne gegangen.“ Bei Atlético konnte sich Guilavogui nicht gegen Gabi, Tiago und Mario Suárez durchsetzen.
Ende Januar 2014 kehrte Guilavogui bis zum Saisonende auf Leihbasis nach Saint-Étienne zurück, und kam verletzungsbedingt zu nur sieben Einsätzen.

#### VfL Wolfsburg
Zur Saison 2014/15 wechselte er für zwei Jahre auf Leihbasis in die Bundesliga zum VfL Wolfsburg. Am 17. August 2014 gab er in der ersten Runde des DFB-Pokals sein Pflichtspieldebüt für den VfL. Am 22. August 2014 (1. Spieltag) debütierte er bei der 1:2-Niederlage im Auswärtsspiel gegen den FC Bayern München in der Bundesliga. Nach kurzer Zeit avancierte er an der Seite von Luiz Gustavo zum Stammspieler im defensiven Mittelfeld. Am 6. November 2014 erzielte er im Europa-League-Spiel beim 5:1-Sieg gegen den FK Krasnodar sein erstes Tor für die Wolfsburger. Sein erstes Bundesligator gelang ihm am 11. April 2015 (28. Spieltag) beim 2:0-Sieg im Auswärtsspiel gegen den Hamburger SV in der 10. Minute. Seine erste Bundesligasaison endete mit der Vizemeisterschaft und dem DFB-Pokalsieg.
Zur Saison 2016/17 wurde Guilavogui fest verpflichtet und mit einem Vertrag bis zum 30. Juni 2019 ausgestattet. Dieser wurde am 31. August 2017 vorzeitig bis 2020 verlängert.
Zur Saison 2018/19 wurde Guilavogui vom Trainer Bruno Labbadia zum neuen Mannschaftskapitän des VfL Wolfsburg ernannt.
Absolvierte Guilavogui unter dem neuen Cheftrainer Oliver Glasner in der Saison 2019/20 noch 25 Bundesligaspiele (23-mal von Beginn), wurde er von diesem in der Saison 2020/21 20-mal in der Liga eingesetzt, davon aber nur 7-mal in der Startelf. Statt auf den Mannschaftskapitän setzte Glasner auf eine Doppelsechs mit Maximilian Arnold und Xaver Schlager.
Zur Saison 2021/22 wechselte Glasner zu Eintracht Frankfurt und Mark van Bommel wurde neuer Wolfsburg-Trainer. Guilavogui äußerte öffentlich, dass er nie das Gefühl hatte, aus sportlichen Gründen auf der Bank zu sitzen, sondern aus persönlichen. Er sei froh, dass Glasner weg ist, da es für ihn „persönlich die schlimmste Beziehung“ war, die er jemals zu einem Trainer gehabt habe.
Am letzten Spieltag der Saison verlängerte Guilavogui seinen Vertrag bei den Wölfen vorzeitig bis 2023.

#### Girondins Bordeaux
Im Januar 2022 lieh der VfL Wolfsburg Guilavogui an den französischen Fußballclub Girondins Bordeaux aus. Es bestand zudem eine verbindliche Kaufoption für den Fall, dass Bordeaux in der Saison 2021/22 der Klassenerhalt gelungen wäre.

#### 1. FSV Mainz 05
Nachdem sein Vertrag in Wolfsburg im Sommer 2023 ausgelaufen war, schloss er sich Ende September 2023 dem Ligakonkurrenten 1. FSV Mainz 05 an. Im Sommer 2024 wurde sein Vertrag nicht verlängert.

#### Leeds United
Nachdem sein Vertrag in Mainz im Sommer 2024 ausgelaufen war, schloss er sich am 23. Oktober 2024 dem englischen Zweitligisten Leeds United an.

### Nationalmannschaft

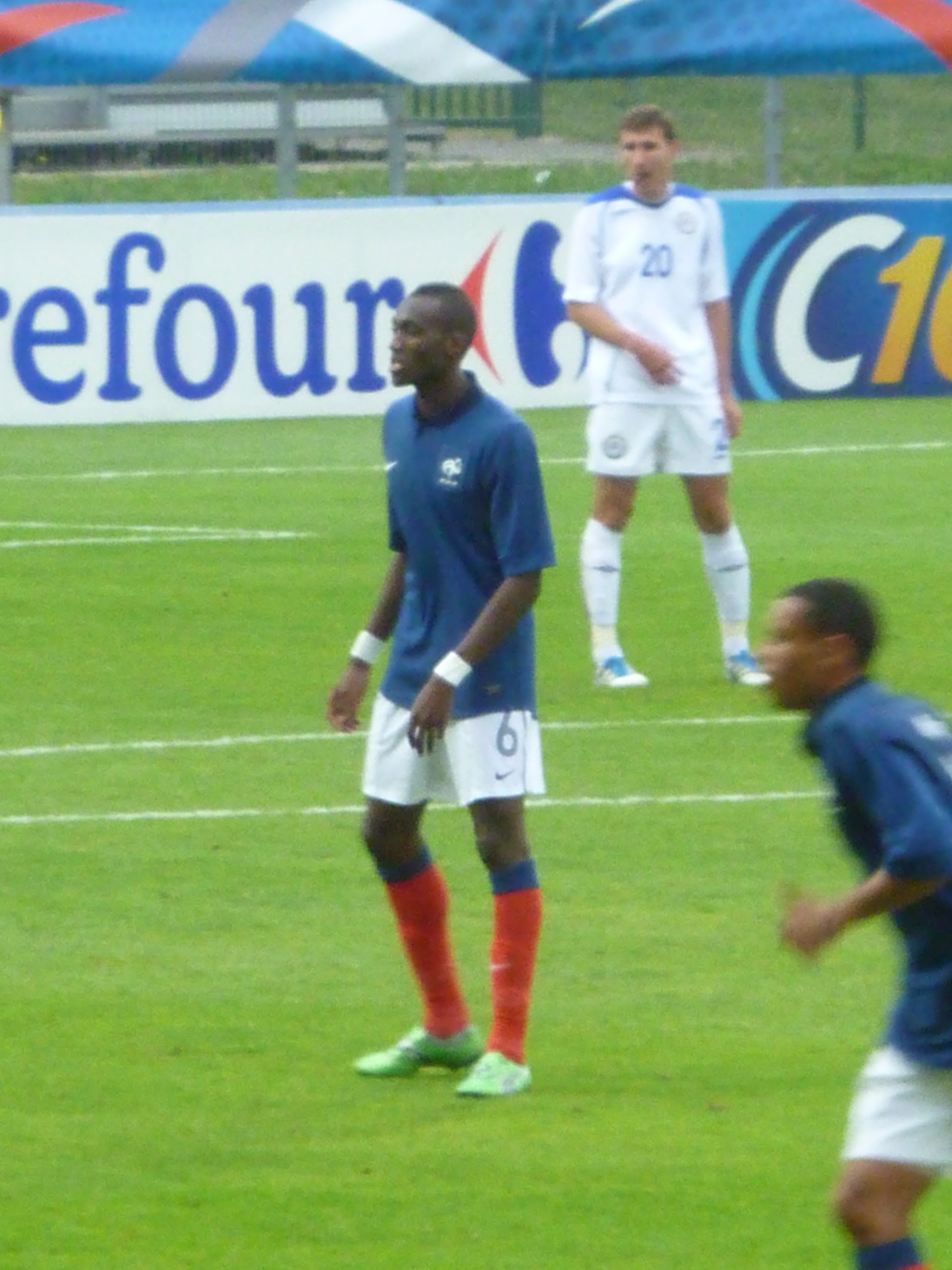
Guilavogui im Trikot der französischen U-21-Nationalmannschaft (2011)

Guilavogui spielte für den französischen Verband in verschiedenen Altersklassen. Unter anderem stand er im Aufgebot bei der U-19-Europameisterschaft 2009, bei der er mit der Auswahl im Halbfinale ausschied. Für die U-21-Nationalmannschaft absolvierte er 15 Länderspiele, in denen er zwei Tore erzielte. Am 5. Juni 2013 debütierte er für die von Didier Deschamps trainierte A-Nationalmannschaft, die in Montevideo im Testspiel gegen die Auswahl Uruguays mit 0:1 verlor. Sein erstes Pflicht-Länderspiel absolvierte er am 6. September 2013 beim torlosen Unentschieden im WM-Qualifikationsspiel gegen die Auswahl Georgiens.

## Erfolge
Leeds United
EFL Championship Sieger: 2025
AS Saint-Étienne
- Französischer Ligapokalsieger: 2013

Atlético Madrid
- Spanischer Meister: 2014
- Champions-League-Finalist: 2014

 VfL Wolfsburg
- DFB-Pokal-Sieger 2015
- Deutscher Vizemeister 2015
- DFL-Supercup-Sieger: 2015

## Spielweise
Guilavogui kann sowohl im defensiven Mittelfeld als auch in der Innenverteidigung agieren. Der 1,88 m große und 77 kg schwere Guilavogui fällt auf dem Platz durch ein hohes Maß an körperlicher Präsenz und seine aggressive Spielweise auf. Er sieht seine Stärken vor allem in der Balleroberung; zudem verfügt er über ein gutes Passspiel. Er wird häufig mit seinem Landsmann Patrick Vieira verglichen.

## Statistik
Stand: Saisonende 2021/22
| Saison  | Mannschaft         | Liga             | Spiele (Tore) | Spiele (Tore) | Spiele (Tore) |
| Saison  | Mannschaft         | Liga             | Liga          | Pokal         | Europapokal   |
| ------- | ------------------ | ---------------- | ------------- | ------------- | ------------- |
| 2008/09 | AS Saint-Étienne   | Ligue 1          | 00 (0)        | 1 (0)         | 00 (0) 1      |
| 2009/10 | AS Saint-Étienne   | Ligue 1          | 02 (0)        | 1 (0)         | –             |
| 2010/11 | AS Saint-Étienne   | Ligue 1          | 22 (1)        | 0 (0)         | –             |
| 2011/12 | AS Saint-Étienne   | Ligue 1          | 32 (2)        | 1 (1)         | –             |
| 2012/13 | AS Saint-Étienne   | Ligue 1          | 38 (3)        | 2 (2)         | –             |
| 2013/14 | AS Saint-Étienne   | Ligue 1          | 09 (0)        | 0 (0)         | 04 (0) 2      |
| 2013/14 | Atlético Madrid    | Primera División | 01 (0)        | 4 (0)         | 02 (0) 3      |
| 2014/15 | VfL Wolfsburg      | Bundesliga       | 27 (1)        | 5 (0)         | 10 (1) 2      |
| 2015/16 | VfL Wolfsburg      | Bundesliga       | 30 (2)        | 2 (0)         | 09 (0) 3      |
| 2016/17 | VfL Wolfsburg      | Bundesliga       | 21 (0)        | 0 (0)         | –             |
| 2017/18 | VfL Wolfsburg      | Bundesliga       | 31 (3)        | 4 (0)         | –             |
| 2018/19 | VfL Wolfsburg      | Bundesliga       | 19 (2)        | 1 (0)         | –             |
| 2019/20 | VfL Wolfsburg      | Bundesliga       | 25 (0)        | 1 (0)         | 06 (0) 2      |
| 2020/21 | VfL Wolfsburg      | Bundesliga       | 20 (0)        | 3 (1)         | 03 (1) 2      |
| 2021/22 | VfL Wolfsburg      | Bundesliga       | 15 (0)        | 1 (0)         | 05 (0) 3      |
| 2021/22 | Girondins Bordeaux | Ligue 1          | 15 (1)        | 0 (0)         | –             |